# Pterostichus lutshnikianus
Pterostichus lutshnikianus is een keversoort uit de familie van de loopkevers (Carabidae). De wetenschappelijke naam van de soort is voor het eerst geldig gepubliceerd in 1958 door Bogachev & Kurnakov.